# Xã Zinc, Quận Boone, Arkansas
Xã Zinc (tiếng Anh: Zinc Township) là một xã thuộc quận Boone, tiểu bang Arkansas, Hoa Kỳ. Năm 2010, dân số của xã này là 585 người.